# Incydent w Niszu
Incydent w Niszu – bratobójcze starcie pomiędzy wojskami amerykańskimi i radzieckimi, które miało miejsce w okolicach miasta Nisz w Jugosławii podczas II wojny światowej. 
7 listopada 1944 roku amerykańskie lotnictwo omyłkowo zaatakowało kolumnę transportową Armii Czerwonej, zabijając ponad 30 żołnierzy, w tym dowódcę 6 Gwardyjskiego Korpusu Strzeleckiego, generała porucznika Grigorija Kotowa. W rezultacie kontrakcji radzieckich Wojskowych Sił Powietrznych doszło do regularnej walki powietrznej pomiędzy sojusznikami, w której dwa amerykańskie myśliwce P-38 Lightning i dwa radzieckie Jak-9 zostały zestrzelone, a trzeci Jak-9 padł ofiarą własnego ognia przeciwlotniczego. Incydent wywołał kryzys dyplomatyczny, rozwiązany po tym, gdy strona radziecka zaakceptowała amerykańskie wyjaśnienie, że atak był pomyłką spowodowaną błędem nawigacyjnym. Pomimo tego w powojennych wspomnieniach radzieccy dowódcy twierdzili, że amerykański atak był celowy. Obecnie incydent bywa wykorzystywany w rosyjskiej propagandzie antyzachodniej.

## Tło
Po zajęciu Bułgarii wojska radzieckie z 3 Frontu Ukraińskiego wkroczyły do południowej Jugosławii i we współpracy z jugosłowiańskimi partyzantami wyzwoliły Belgrad. Po udziale w operacji bułgarskiej w składzie 37 Armii, 6 Gwardyjski Korpus Strzelecki generała porucznika Grigorija Kotowa został przeniesiony do 57 Armii 3 Frontu Ukraińskiego, przygotowując się do ataku na południowe Węgry. W pierwszym tygodniu listopada korpus wkroczył do Jugosławii w drodze na pozycje 57 Armii. W tym samym czasie wojska niemieckie wycofywały się z Grecji do Jugosławii i na Węgry. 3 Front Ukraiński i jugosłowiańskie oddziały partyzanckie próbowały zablokować ich odwrót, który był częściowo powstrzymywany przez lotnictwo zachodnich aliantów bazujące we Włoszech.

## Incydent
7 listopada 82 Grupa Myśliwska amerykańskiej 15 Armii Lotniczej otrzymała zadanie przeprowadzenia ataków na niemieckie kolumny zmotoryzowane i pociągi poruszające się między Sjenicą a Mitrowicą. Dowódcą grupy był pułkownik Clarence T. „Curly” Edwinson. W ataku brały udział myśliwce P-38 Lightning z 95., 96. i 97 Eskadry Myśliwskiej. Na początku 95 Eskadra Myśliwska zgłosiła zniszczenie niemieckiej lokomotywy za cenę straconego P-38 kapitana Charlesa Kinga, który został zestrzelony przez ostrzał przeciwlotniczy. Kinga uratowali miejscowi chłopi w pobliżu Sjenicy, a następnie doprowadzili do pobliskiego oddziału Czetników, u których doczekał wyzwolenia. Kontynuując lot na wschód, trzy eskadry 82 Grupy Myśliwskiej zauważyły kolumnę pojazdów z 6 Gwardyjskiego Korpusu Strzeleckiego przemieszczającą się z Niszu w kierunku Belgradu i zaatakowały około godziny 10:00 rano, od południowego wschodu nad Górą Jastrebac, blisko 80 km w głąb terytorium kontrolowanego przez Sowietów. Pierwsza eskadra natychmiast rozpoczęła ostrzał czołowych pojazdów, niszcząc kilka z nich i zabijając 31 żołnierzy oraz raniąc 37. Dowódca korpusu, generał porucznik Grigorij Kotow, zginął w tym ataku.

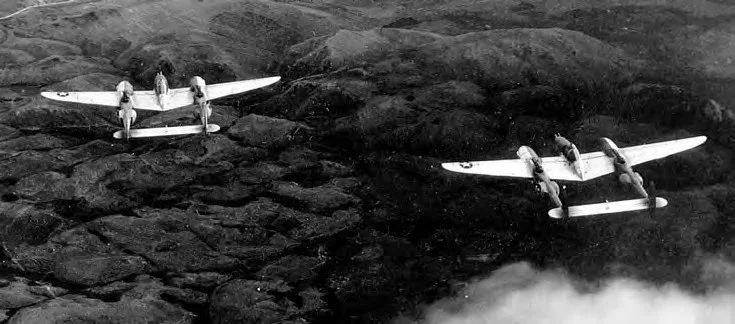
Dwa myśliwce P-38 Lightning z 82 Grupy Myśliwskiej schodzą do ataku na cele naziemne

Podczas gdy druga grupa P-38 rozpoczynała atak, dowódca radzieckiej 17 Armii Powietrznej, generał Władimir Sudiec, który w tym czasie przebywał na bazie lotniczej w Niszu, wydał rozkaz natychmiastowego startu pilotom pełniącym służbę, latającym na myśliwcach Jak-9 z 866 Pułku Lotnictwa Myśliwskiego 288 Dywizji Lotnictwa Myśliwskiego, będąc przekonanym, że kolumna została zaatakowana przez niemieckie samoloty rozpoznawcze Focke-Wulf Fw 189, które miały podobny kształt do amerykańskich P-38. Amerykańskie samoloty zaatakowały radzieckie myśliwce. Jeden Jak-9 został natychmiast zestrzelony. Następnie P-38 wzbiły się na wysokość około 500 metrów i utworzyły krąg obronny nad samym miastem Nisz, czekając na rozwiązanie tej niepewnej sytuacji.
Wkrótce do bitwy dołączyła druga grupa Jaków dowodzona przez radzieckiego asa myśliwskiego, kapitana Aleksandra Kołdunowa, który wystartował z innej bazy lotniczej w pobliżu Niszu. „Śmiertelny węzeł”, który utworzył się w powietrzu, przesuwał się na zachód nad miastem przy dźwiękach salw z działek lotniczych i ognia artylerii przeciwlotniczej. W walce, która trwała około 15 minut, wzięło udział dziewięć radzieckich Jaków-3 i nieznana liczba amerykańskich P-38.
Raport 866 Pułku Lotnictwa Myśliwskiego, pierwszy radziecki opis tej walki powietrznej, zaczynał się od opisu incydentu w następujący sposób:

7 listopada 1944 roku o godz. 12:50 czasu moskiewskiego grupa 12 samolotów Lightning przeprowadziła atak na jednostki korpusu strzeleckiego 3 Frontu Ukraińskiego, poruszające się na zachód drogą z Niszu w rejonie Čamurliji. Cztery samoloty w formacji przeprowadziły atak, jeden po drugim [...] Dwie [cztero-samolotowe] eskadry Lightningów leciały w formacji [...] Po pierwszym ataku samoloty zostały ostrzelane z dział obrony przeciwlotniczej lotniska w Niszu, ogień przeciwlotniczy zestrzelił jednego Lightninga, który spadł 1 kilometr na północ od lotniska. O 13:00 para Jak-9 pełniąca służbę w 866 Pułku wystartowała z widzenia, dowódca porucznik Kriwonogich i skrzydłowy porucznik Szypulja. O 13:05 wystartowało sześć Jak-9, dowódca eskadry kapitan Bondar, dowódcy eskadry starsi porucznicy Surniew, Żelieznow i Pocyba, piloci porucznik Żestowskij i porucznik Serdiuk. O 13:10 wystartowała para Jak-3, dowódca kapitan Kołdunow i skrzydłowy porucznik Krasiukow. Pierwsza para, startując, zbliżyła się do czterech atakujących Lightningów skrętem w prawo. Dwa Lightningi zaatakowały parę Kriwonogicha. Młodszy porucznik Szypulja zaatakował Lightninga, który rozpoczynał ponowny atak na siły lądowe. Zapalił się podczas pierwszego przelotu i rozbił się o ziemię pod kątem 40 stopni w rejonie 500 metrów na północ od lotniska w Niszu, gdzie spłonął. Por. Kriwonogich, odpierając ataki dwóch Lightningów, podpalił jeden z nich w manewrze pionowym, ten spadł płonąc 8 do 10 kilometrów na północ od Niszu, na górę w leśnym terenie

Raport 288 Dywizji Lotnictwa Myśliwskiego znacząco odbiegał od pierwotnego raportu 866 Pułku Lotnictwa Myśliwskiego, twierdząc, że Kołdunow osobiście zakończył bitwę powietrzną, gdy zbliżył się do prowadzącego P-38 z bliskiej odległości i pomachał skrzydłami, aby pokazać czerwoną gwiazdę na swoim samolocie, a także wyolbrzymił amerykańskie siły, opisując incydent jako atak „do 18 Lightningów” zamiast pierwotnych 12. Upiększanie roli Kołdunowa zostało powtórzone w raporcie armii lotniczej, a następnie przez Aleksieja Antonowa, gdy podsumował incydent dla Johna R. Deane’a. Dziennik bojowy 288 Dywizji Lotnictwa Myśliwskiego donosił o dziesięciu Jakach-9 poderwanych do osłony lotniska w Niszu, z czego dwa zostały zestrzelone przez Amerykanów. Jeden pilot zginął (młodszy porucznik Szypulja), a drugi (porucznik Żestowskij) został wysłany do szpitala, doznając poważnych oparzeń podczas wyskakiwania ze swojej maszyny. Trzeci samolot, ścigający P-38, został zestrzelony przez radziecki ogień przeciwlotniczy, a pilot (porucznik Kriwonogich) zginął. Wszystkie zestrzelone samoloty rozbiły się w rejonie Niszu. Dywizja poniosła straty na ziemi, gdy 611 Pułk Lotnictwa Myśliwskiego, przemieszczający się pojazdami z Niszu do Kruševaca, został ostrzelany przez Lightningi, zabijając mechanika i poważnie raniąc innego. Dziennik bojowy 17 Armii Lotniczej donosił, że bitwa powietrzna miała miejsce między 12:40 a 13:30 (czasu moskiewskiego) i brało w niej udział osiem Jaków-9 oraz 18 Lightningów. Dziennik donosił, że radzieccy piloci przystąpili do bitwy „w samoobronie, próbując poinformować amerykańskich lotników o ich błędzie”. 866 Pułk Lotnictwa Myśliwskiego twierdził, że zestrzelił trzy P-38 i uszkodził trzy kolejne. W rzeczywistości zestrzelono dwa P-38, a obaj piloci (porucznicy Coulson i Brewer) zginęli. Wojska radzieckie dotarły na miejsca katastrofy i potwierdziły, że zabici piloci byli Amerykanami na podstawie ich dokumentów i szczątków rozbitych samolotów.
W tym samym czasie, gdy piloci 866 Pułku Lotnictwa Myśliwskiego wystartowali, między 12:50 a 13:20 (czasu moskiewskiego) cztery Jak-9T z 897 Pułku Lotnictwa Myśliwskiego, również stacjonujące na lotnisku w Niszu, wystartowały, aby osłaniać bazę lotniczą. Zbliżając się do amerykańskich samolotów, machały skrzydłami i unikały ataku.

## Reakcje
Edwinson nie zgłosił incydentu swoim przełożonym, zamiast tego udając się na urlop. Trzy dni później, 10 listopada, zastępca szefa Sztabu Generalnego Armii Czerwonej generał Aleksiej Antonow zgłosił incydent generałowi majorowi Johnowi R. Deane’owi, szefowi amerykańskiej misji wojskowej w Moskwie. W swoim raporcie Antonow zwiększył liczbę atakujących Lightningów do 27. Po dochodzeniu Edwinson został pozbawiony dowództwa nad grupą i przeniesiony do służby koszarowej na terenie Stanów Zjednoczonych.
USA oficjalnie przeprosiły ZSRR, stwierdzając, że atak był wynikiem poważnego błędu amerykańskich pilotów wysłanych do ataku na siły niemieckie na drodze ze Skopje do Prisztiny. 14 grudnia amerykański ambasador w Związku Radzieckim William Averell Harriman przeprosił w imieniu prezydenta Franklina D. Roosevelta i generał George’a C. Marshalla oraz zaproponował wysłanie oficerów łącznikowych na 3 Front Ukraiński, aby zapobiec podobnym incydentom w przyszłości, jednak Józef Stalin odrzucił tę propozycję; zamiast tego wyznaczono linię demarkacyjną rozgraniczającą strefy działań powietrznych aliantów.

## Pamięć
W Związku Radzieckim incydent był utrzymywany w tajemnicy do końca wojny, zapewne w celu uniemożliwienia Niemcom wykorzystania incydentu w swojej propagandzie. Wspomnienia radzieckich oficerów opublikowane w latach 60. podczas odwilży chruszczowowskiej były pierwszą publiczną dyskusją na temat incydentu w ZSRR, chociaż żaden z radzieckich pilotów, którzy byli jego bezpośrednimi uczestnikami, nie opublikował wspomnień na ten temat. Te relacje, pochodzące ze szczytowego okresu zimnej wojny, powtarzały wyraźnie wrogą interpretację amerykańskich działań. Ponieważ incydent miał miejsce 7 listopada, czyli w rocznicę rewolucji październikowej, pojawiły się twierdzenia, że był to celowy atak Amerykanów mający zakłócić radzieckie święto.
Dowódca 37 Armii Siergiej Biriuzow po raz pierwszy wspomniał o incydencie na łamach książki w 1963 roku, kiedy opisał śmierć Kotowa. W swoich wspomnieniach Biriuzow zacytował Kołdunowa i Syrcowa, którzy opisali bitwę powietrzną jako niesprowokowany atak „dwóch grup amerykańskich samolotów”, z których jedna krążyła nad Niszem, a druga bombardowała radzieckie wojska. Piloci stwierdzili, że amerykańskie samoloty „zablokowały” lotnisko i kontynuowały ostrzał pomimo licznych podejść radzieckich samolotów, próbujących pokazać swoje czerwone gwiazdy. Biriuzow opisał akcję jako „prowokacyjny nalot alianckiego lotnictwa” i przypomniał co prawda, że amerykański oficer łącznikowy przeprosił go, ale podkreślając przy tym, że ten „nieszczery krok” nie mógł „wskrzesić tych, którzy zginęli, tak jak nie można było odbudować zniszczonych miast”. Szef sztabu Biriuzowa, Ariefa Błażej, wspomniał o incydencie w swoich pamiętnikach, opublikowanych cztery lata później, opisując incydent jako „zdradziecki atak zza miedzy”. Pilot Nikołaj Szmeliow, który był zastępcą dowódcy eskadry w 707 Pułku Lotnictwa Szturmowego w Niszu podczas incydentu, przedstawił pierwszą relację naocznego świadka w swoich pamiętnikach z 1966 roku, powtarzając twierdzenie o dwóch oddzielnych amerykańskich atakach. Szmeliow dodał od siebie wiele dramatycznych opisów, w tym zupełnie zmyśloną relację o Kotowie umierającym na ramionach syna i opisał incydent jako „piracki, zdradziecki nalot «sojuszników»”.
Po odsunięciu Nikity Chruszczowa od władzy wszelka publiczna dyskusja o incydencie w Niszu została zakazana aż do czasów pieriestrojki, kiedy dowódca 288 Dywizji Lotnictwa Myśliwskiego generał major Boris Smirnow opublikował swoje wspomnienia, w których wspominał o badaniu incydentu i powtórzył wcześniejsze twierdzenia, że to amerykańscy piloci zainicjowali starcie. Smirnow napisał, że przy ciele amerykańskiego pilota znalazł mapę, która wskazywała Nisz jako cel, co wskazuje na to, że atak był zamierzony.
Począwszy od drugiej dekady XXI wieku rząd rosyjski aktywnie sponsoruje działania na rzecz upamiętnienia incydentu, opisując go jako umyślny atak amerykański. Zaprojektowany przez Rosję pomnik upamiętniający radzieckich żołnierzy poległych w incydencie został odsłonięty w Niszu w 2015 roku, a impuls do jego powstanie wyszedł z ambasady rosyjskiej w Belgradzie, rządu serbskiego i Rosyjsko-Serbskiego Centrum Humanitarnego. Pomnik został przedstawiony przez jego promotorów jako symbol współpracy rosyjsko-serbskiej. Drugi pomnik odsłonięto w Dzień Zwycięstwa w 2022 roku, już po rozpoczęciu rosyjskiej inwazji na Ukrainę, podczas ceremonii z udziałem ambasadora Rosji i serbskiego ministra spraw wewnętrznych Aleksandara Vulina. Ambasador Rosji opisał pomnik jako zachowanie „pamięci o bohaterach i wspólnej walce z nazizmem”, zwłaszcza „w kontekście obecnych wydarzeń w Europie”. Rok później przy pomniku odsłonięto mural przedstawiający amerykańskie samoloty atakujące wojska radzieckie.